# Can Roig (Vilanova i la Geltrú)
Can Roig és un edifici eclèctic del municipi de Vilanova i la Geltrú (Garraf) protegit com a bé cultural d'interès local.

## Descripció
Edifici entre mitgeres de planta baixa, entresòl, dos pisos i un àtic-estudi enretirat respecte a la línia de façana. Aquesta presenta una composició simètrica. A la planta baixa hi ha la porta d'accés, centrada, d'arc de mig punt i que ocupa també l'entresòl, decorada a la part superior per motllures de temàtica floral. A banda i banda, una obertura rectangular dona accés a les botigues; damunt cada obertura hi ha un finestral d'arc carpanell que corresponen a l'entresòl. El primer pis té un balcó corregut amb barana de ferro, sostingut per cartel·les i tres obertures rectangulars. El segon pis té tres balcons, també amb barana de ferro i obertures rectangulars. L'edifici és coronat amb cornisa i barana amb frontó central i té coberta plana. La façana és arrebossada i pintada imitant carreus i amb decoració de sanefes sota els balcons dels segon pis i la cornisa del terrat.

## Història
L'edifici es va acabar de construir l'any 1884 segons consta en una inscripció a la façana i fou encarregat pel propietari d'aleshores, Joan Roig.